# Father Figure
〈Father Figure〉는 영국의 싱어송라이터 조지 마이클이 그의 데뷔 스튜디오 음반인 《Faith》 (1987년)에 수록된 노래이다. 1987년 12월 28일 컬럼비아 레코드에 의해 이 음반의 네 번째 싱글로 발매되었다. 이 노래는 빌보드 핫 100에서 1위, 영국 싱글 차트에서 11위에 올랐다. 또한 호주, 벨기에, 캐나다, 아이슬란드, 아일랜드, 네덜란드, 스페인에서 5위 안에 들었다.

## 배경
조지 마이클은 〈Father Figure〉의 기원에 대해 다음과 같이 말했다.
"처음 컨셉은 노래가 나온 방식과 완전히 달랐습니다. 사실 〈Father Figure〉의 초기 컨셉은 일종의 미드 템포 댄스 트랙으로 만드는 것이었습니다. 그리고 무슨 일이 일어났는지 저는 혼합된 것을 듣고 싶었습니다. 그래서 보드에 있는 올가미를 잘라냈는데 갑자기 트랙의 전체 분위기가 바뀌었습니다. 갑자기 정말 꿈만 같았어요. 작업실에서 작업을 하다 보니까 이게 반쯤 진행이 되더라고요. 그리고 전 그냥 생각했죠, 음, 이게 사실 훨씬 낫다고! 그래서 저는 트랙의 나머지 부분을 이 공간적인 사운드를 중심으로 작업했습니다. 그리고 제 마음속에서는 이 곡이 음반에서 가장 독창적으로 들리는 곡으로 끝났어요."

## 뮤직 비디오
이 뮤직 비디오는 택시 운전사(마이클)와 하이 패션 모델(타니아 콜리지)의 관계를 묘사하고 있다. 다양한 인터컷 플래시백이 배경 이야기를 들려준다. 마이클과 앤디 모라한은 이 비디오로 1988년 MTV 비디오 뮤직 어워드에서 "베스트 디렉션 오브 어 비디오"를 수상했다.

## 차트 성과
1987년 12월 영국에서 발매된 〈Father Figure〉는 영국 싱글 차트에서 11위에 올랐다. 이 곡은 마이클의 콘서트에서 수년간 라이브 애창곡으로 남아 있으며, 영국에서 그가 라디오에서 가장 자주 방송되는 노래 중 하나이기도 하다.
미국에서 〈Father Figure〉는 조지 마이클의 여섯 번째 1위 싱글이 되었다(왬!의 절반으로 얻은 3개의 1위 싱글 포함). 〈Father Figure〉는 1988년 1월 16일 49위로 데뷔했으며, 〈Faith〉는 여전히 차트 10위권 안에 들었다. 그 후 몇 주 동안 〈Father Figure〉는 확실한 히트곡으로 7주째인 1988년 2월 27일 2주간 1위에 올랐다. 이 싱글은 모두 10위 안에 6주, 20위 안에 9주, 40위 안에 14주 동안 머물렀다.

## 곡 목록
- 영국 싱글 (7인치)

1. "Father Figure" – 5:40
2. "Love's In Need Of Love Today" (Live at Wembley Arena) – 4:42

- 미국 싱글 (CD 및 카세트)

1. "Father Figure" – 5:40
2. "Look at Your Hands" – 4:37

- 국제 싱글 (CD 및 카세트 맥시 싱글)

1. "Father Figure" – 5:28
2. "Love's In Need Of Love Today" (Live at Wembley Arena) – 4:42
3. "Father Figure" (기악) – 5:28

## 인증
| 국가                               | 인증 | 판매량/출하량 |
| ---------------------------------- | ---- | ------------- |
| 오스트레일리아 (ARIA)              | 골드 | 35,000        |
| 영국 (BPI)                         | 실버 | 200,000       |
| 판매량+스트리밍을 기반으로 한 인증 |      |               |